# Jakob Sveistrup
Jakob Sveistrup, född 8 mars 1972, är en dansk sångare och låtskrivare.

## Karriär
Sveistrup tävlade i den TV-sända tävlingen Stjerne for en aften 2003 där han tog sig till final. Han arbetade då inte professionellt med musik, utan var lärare för autistiska barn. 2006 lämnade han sitt arbete för att koncentrera sig på musiken.
Han spelar med coverbandet Copycats.

### Eurovision Song Contest
Den 12 februari 2005 vann han Dansk Melodi Grand Prix med bidraget Tænder på dig. I tävlingen deltog även de tidigare vinnarna av Eurovision Song Contest, Olsen Brothers, med sitt bidrag Little Yellow Radio.
Inför Eurovision Song Contest 2005 i Kiev, Ukraina, översattes Tænder på dig till engelska och fick titeln Talking to You. Sveistrup tävlade i semifinalen den 19 maj där han blev trea och därmed tog sig vidare till finalen två dagar senare. I finalen slutade han på tionde plats med 125 poäng.
Vid Eurovisionens 50-årsgala i Köpenhamn stod han jämte tre irländska vinnare i programmets huskör.

## Diskografi

### Album
- 2005 – Jakob Sveistrup
- 2006 – Fragments
- 2016 – All In/All Out
- 2018 – In Your Face